# Parafia Podwyższenia Krzyża Świętego w Ścinawie
Parafia pw. Podwyższenia Krzyża Świętego w Ścinawie – parafia rzymskokatolicka w dekanacie ścinawskim w diecezji legnickiej.